# Акрешоры
Акрешоры (укр. Акрешори) — труднодоступное горное село в Яблоновской поселковой общине Косовского района Ивано-Франковской области Украины, расположено между селами Текучее и Космач. Название села происходит от названия местной реки Акра. Во времена СССР имело название Бабинопо́лье (С 1946 г. по 1993 г).
Население по переписи 2001 года составляло 838 человек. Занимает площадь 9 км². Почтовый индекс — 78618. Телефонный код — 3478.

## История
В 1946 году указом ПВС УССР село Акрешоры переименовано в Бабинопо́лье.
В 1993 году селу возвращено историческое название.